# A China Airlines 611-es járatának katasztrófája
A China Airlines 611-es járata egy gyakori, menetrend szerinti repülőjárat volt a Csang Kaj-sek nemzetközi repülőtérről, Taojüanból, a Chek Lap Kok nemzetközi repülőtérre, a társaság Boeing 747-es gépével. A repülőgép a levegőben darabjaira hullott és a Dél-kínai-tengerbe zuhant. A katasztrófát senki sem élte túl.

## Baleset
A Tajpejből Hongkongba vezető légi útvonal a világ egyik legjobban kihasznált légi folyosója. Olyannyira nyereséges, hogy egyszerűen csak „Golden Route”, azaz „Arany út” névvel illetik.
2002. május 25-én helyi idő szerint 14:50-kor a repülő felszállt, és 16:28-kor kellett volna Hongkongba érkeznie. A gép kapitánya Ching-Fong Yi (pinjinül: Yì Qīngfēng), az első tiszt Yea Shyong Shieh (pinjinül: Xiè Yàxióng) a fedélzeti mérnök Sen Kuo Chao (pinjinül: Zhào Shèngguó) volt.
25 perccel a felszállása után a gép eltűnt a radarok képernyőiről. Utolsó magassága FL350 (10 668 m) volt a Penghu-szigetek mellett, a Tajvani-szorosnál.
A baleset 15:37 és 15:40 között következett be. Chang Chia-juch (pinjinül: Zhāng Jiāzhù) a Közlekedési és Kommunikációs Minisztérium alelnöke kijelentette, hogy a balesetet szenvedett repülőgép vészjelzéseit a Cathay Pacific légitársaság két, a térségben tartózkodó repülőgépe is észlelte.

## Utasok
Az utasok között volt egy korábbi törvényhozó és az United Daily News két riportere.
114-en az utasok közül, utazási irodák által szervezett úton voltak Kínában és Hongkongban.

## Az áldozatok nemzetisége
| Ország    | Utasok | Személyzet | Összes |
| --------- | ------ | ---------- | ------ |
| Kína      | 9      | 0          | 9      |
| Hongkong  | 5      | 0          | 5      |
| Szingapúr | 1      | 0          | 1      |
| Svájc     | 1      | 0          | 1      |
| Tajvan    | 190    | 19         | 209    |
| Összesen  | 206    | 19         | 225    |

## A repülőroncsok felkutatása és a nyomozás
17:05-kor egy katonai C–130 Hercules repülőgép észlelte a lezuhant gép roncsait és olajfoltokat a tenger felszínén, 37 km-re északkeletre Makungtól. Az első holttestet 18:10-kor találták meg.
A kutatók a roncsok 15%-át találták meg, köztük a pilótafülke egy nagyobb darabját. Égés, robbanás vagy lőfegyver nyomait nem találták.
A pilótáktól vészjelzés nem érkezett a baleset előtt. A radarok képernyői alapján a gép FL350-es repülési magasságon (10 680 m) négy részre szakadt. Ezt alátámasztja, hogy a baleset helyszínétől 130 km-re, egy tajvani faluban a repülőről származó tárgyakat találtak, mint magazinok, fényképek, egy poggyász, tajvani dollár és egy China Airlines feliratú véres párnahuzat.
Az időjárási körülmények a baleset idején átlagosak voltak. A pilótafülke hangrögzítője, kiemelése és elemzése után bebizonyosodott, hogy a pilóták semmilyen rendellenességet nem tapasztaltak. A gép adatrögzítője szerint a magasság a gép szétesése előtt 27 másodperccel hirtelen megnőtt, bár ez még a repülőgép tervezési határain belül volt. Röviddel a gép szétesése előtt az egyik hajtómű a négy közül a többinél kisebb tolóerőt adott le. Véletlen egybeesés, hogy csak ezt az egy hajtóművet tudták kiemelni a tengerből. Repülőroncsokat találtak az óceánban és a szárazföldön is, Changhua városban.
A hongkongi, tajvani és amerikai kivizsgálók együttes erővel kutatták fel a roncsokat és a holttesteket a Tajvani-szorosban. A megtalált roncsok közül az egyik darabon egyértelműen a törzs repedésére utaló nyomok voltak láthatók, ami a gép hátsó részéről származott. Ekkor a repülőgép előéletét is vizsgálni kezdték: a karbantartási jegyzőkönyvben rábukkantak egy 22 évvel korábbi javításra a törzs hátsó részén. Ennek oka az volt, hogy 1980. február 7-én túlhúzott orral szálltak le a géppel. Ez azt jelenti, hogy a farokrész alja nekiütődött a kifutópálya betonjának és végigsúrolta azt. A szerelők kijavították a hibát, ám nem a Boeing eljárásainak megfelelően jártak el. Ugyanis az előírás szerint a sérült részt ki kell volna vágni és egy, a kivágott résznél jóval nagyobb fedőlemezt kell a helyére tervezni. Azonban a légitársaság szerelői nem követték az előírásokat: a sérült részt lecsiszolták, és eltávolítás helyett erre helyezték a fedőlemezt, ami mindvégig elrejtette a sérült részt. A fedőlemez alatt, a sérült részen az apró repedések az évek során egyre terjedtek, míg végül a gép végzetes, utolsó útján a repedések körbefutottak a törzs hátsó része körül, majd a gép darabjaira hullott.

## Járatszám
A China Airlines a baleset után megváltoztatta a Tajvan és Hongkong között közlekedő járatának számát 619-re.

## A repülőgép története
A B-18255 jelű repülőgépet eredetileg B-1866-os lajstromjellel állították forgalomba. Az MSN 21843 gyári számú repülőgép volt az egyetlen Boeing 747-200-as típusú utasszállító repülőgép a China Airlines flottájában. 1979-ben állították forgalomba és 64 810 órát töltött a levegőben. A baleset előtt a China Airlines a gépet eladta az Orient Thai Airlinesnak 1,45 millió amerikai dollárért. A végzetes repülés, a China Airlinesnél a gép utolsó előtti útja volt. A tajpeji visszaút után vette volna át az új üzemeltető, az Orient Thai Airlines. A baleset után az üzlet meghiúsult.
A China Airlines flottájában található, négy darab Boeing 747-200-as teherszállító repülőgépet a baleset után leállították, ám miután a típushibát kizárták és a gépeket műszakilag alkalmasnak találták, ismét üzembe állhattak.

## Hasonló esetek
- Aloha Airlines 243-as járat - dekompresszió
- British Airways 5390-es járat - robbanásszerű dekompresszió
- de Havilland Comet - robbanásszerű dekompresszió
  - BOAC 781-es járat
  - South African Airways 201-es járat